# Ribeirão Preto
Ribeirão Preto (IPA: [ʁibejˈɾɐ̃w ˈpɾetu]) nagyváros Brazíliában, São Paulo államban. São Paulótól kb. 310 km-re ÉNy-ra fekszik. Ribeirão Preto Brodowski, Cravinhos, Dumont, Guatapará, Jardinópolis, Serrana és Sertãozinho községekkel határos.

## Népesség
| Lakosok száma | 504 923 | 604 682 | 666 323 | 711 825 | 720 116 | 698 642 |
|               | 2000    | 2010    | 2015    | 2020    | 2021    | 2022    |